# Magazine (Arkansas)
Magazine é uma cidade localizada no estado americano de Arkansas, no Condado de Logan.

## Demografia
Segundo o censo americano de 2000, a sua população era de 915 habitantes.
Em 2006, foi estimada uma população de 912, um decréscimo de 3 (-0.3%).

## Geografia
De acordo com o United States Census Bureau, a localidade tem uma área de 4,3 km², sem área coberta por água. Magazine localiza-se a aproximadamente 152 m acima do nível do mar.

## Localidades na vizinhança
O diagrama seguinte representa as localidades num raio de 24 km ao redor de Magazine.